# Plus fort que la haine (film, 1913)
Pour les articles homonymes, voir Plus fort que la haine.
Pour plus de détails, voir Fiche technique et Distribution.
Plus fort que la haine est un film muet français  de court métrage réalisé par René Leprince et Ferdinand Zecca, sorti en 1913.

## Synopsis
Gina Gioverni (Gabrielle Robinne), une célèbre cantatrice voit sa réputation ternie par le dessin publié dans la presse par un jeune peintre, Alexandre (René Alexandre), qui se moque d'elle ...

## Fiche technique
- Réalisation : René Leprince et Ferdinand Zecca
- Scénario : Louis Z. Rollini
- Production et distribution  : Pathé Frères
- Format : Muet - Noir et blanc - 1,33:1 - 35 mm
- Métrage : 955 m
- Durée : 32 minutes
- Genre : Film dramatique
- Dates de sortie :
  -  France : 25 juillet 1913

## Distribution
- René Alexandre : Alexandre, un jeune peintre
- Gabrielle Robinne : Gina Gioverni
- Gabriel Signoret : le professeur de chant de Gina
- Aimée Tessandier : la mère aveugle de Gina